# Orthotrichia mussoi
Orthotrichia mussoi är en nattsländeart som beskrevs av Guenda 1996. Orthotrichia mussoi ingår i släktet Orthotrichia och familjen smånattsländor. Inga underarter finns listade i Catalogue of Life.